# نادي ديبورتيفو طليطلة
نادي ديبورتيفو طليطلة هو نادي كرة قدم إسباني في طليطلة، في منطقة قشتالة-لا مانتشا ذاتية الحكم. تأسس في 1928 ويلعب في الدوري الإسباني الدرجة الثانية ب – المجموعة 1، ويستضيف مبارياته في ملعب سالتو ديل كابايو، بسعة 5300 مشجع.